# Communauté rurale de Thiel
Pour les articles homonymes, voir Thiel.
La communauté rurale de Thiel est une communauté rurale du Sénégal située au nord-ouest du pays. 
Elle fait partie de l'arrondissement de Barkédji, du département de Linguère et de la région de Louga.